# Sergio Rojas (filósofo)
Sergio Hernán Rojas Contreras (Antofagasta, 1960) es un filósofo, escritor y académico chileno. Es destacado como uno de los teóricos latinoamericanos del arte más importantes en la actualidad.

## Biografía
Nació en la ciudad de Antofagasta en 1960. Se titula como Profesor de Filosofía en la Universidad Católica del Norte en 1984, y posteriormente obtiene su licenciatura y magíster en Filosofía en la Universidad de Chile en 1988. En 2008 obtiene su Doctorado en Literatura en la misma universidad.

## Carrera profesional
Desde el año 2000 es profesor de cátedra en la Universidad de Chile. Ha sido profesor invitado en la Universidad de París VIII, la Universidad de Texas A&M, la Universidad de Valladolid, la Universidad Mayor de San Andrés y la Universidad de Costa Rica, además de ser conferencistas en universidades de América Latina, Europa y Estados Unidos.

## Áreas de investigación
Sus áreas de investigación se centran en la Teoría de la Subjetividad, Estética, Literatura y Filosofía de la historia.

## Publicaciones

### Libros
- Rojas, Sergio (1999). Materiales para una historia de la subjetividad. La Blanca Montaña. ISBN 9561903741. Consultado el 31 de enero de 2022.
- Rojas, Sergio (2003). Imaginar la materia: ensayos de filosofía y estética. Universidad Arcis. Consultado el 1 de febrero de 2022.
- Rojas, Sergio; Contreras, Sergio Rojas (2004). Nunca se han formado mundos en mi presencia: la filosofía de David Hume. Programa de Magíster en TEHA, Facultad de Artes, Universidad de Chile. ISBN 978-956-19-0450-7. Consultado el 1 de febrero de 2022.
- Rojas, Sergio (2004).  Colección Rabo del Ojo Universidad Arcis, ed. Las obras y sus relatos. Universidad ARCIS. ISBN 956-8114-45-9. OCLC 85174883. Consultado el 1 de febrero de 2022.
- Rojas, Sergio (2007). El problema de la historia en la filosofía crítica de Kant. Universitaria. ISBN 978-956-11-2011-2. Consultado el 1 de febrero de 2022.
- Rojas, Sergio (2009). Las obras y sus relatos II. Universidad de Chile, Facultad de Artes, Departamento de Artes Visuales. ISBN 978-956-19-0619-8. OCLC 632429981. Consultado el 1 de febrero de 2022.
- Rojas, Sergio; Rojas, Sergio (2010). Escritura neobarroca: temporalidad y cuerpo significante. Palinodia. ISBN 978-956-8438-27-2. Consultado el 1 de febrero de 2022.
- Rojas, Sergio (2012). El arte agotado. Sangría Editora. ISBN 978-956-8681-25-8. OCLC 823939800. Consultado el 1 de febrero de 2022.
- Rojas, Sergio (2012). Catástrofe y trascendencia en la narrativa de Diamela Eltit. Sangría Editora. ISBN 978-956-8681-26-5. OCLC 838082497. Consultado el 1 de febrero de 2022.
- Rojas, Sergio (2013). La sobrevivencia cínica de la subjetividad. Cuadro de Tiza. Consultado el 1 de febrero de 2022.
- Rojas, Sergio (2017). Las obras y sus relatos III. Universidad de Chile, Facultad de Artes, Departamento de Artes Visuales.
- Rojas, Sergio (2017). Escribir el mal: literatura y violencia en américa latina (Primera edición edición). Cuadro de tiza. ISBN 978-956-9235-21-4. OCLC 1088723970. Consultado el 1 de febrero de 2022.
- Rojas Contreras, Sergio; Rojas, Sergio (2020). Tiempo sin desenlace: el pathos del ocaso. Sangría. ISBN 978-956-8681-92-0.
- Rojas, Sergio (2022). De algún modo aún. La escritura de Samuel Beckett. Pólvora Editorial. ISBN 978-956-9441-82-0. Consultado el 30 de julio de 2022.